# Нижний Мильгидун
Нижний Мильгидун — село в Чернышевском районе Забайкальского края России. Входит в состав сельского поселения Мильгидунское.

## География
Расположено к западу от села Мильгидун, на левом берегу реки Куэнга, в 19 км к северо-западу от посёлка городского типа Чернышевск.

## Население
| 2021 |
| ---- |
| 0    |

## История
Решение образовать новый населённый пункт путём выделения из села Мильгидун было принято Законом Забайкальского края от 25 декабря 2013 года. На федеральном уровне соответствующее наименование было присвоено Распоряжением Правительства Российской Федерации от 1 марта 2016 года N 350-р.